# Питирим (епископ Тамбовский)
Епископ Питирим (в миру Прокопий; 27 февраля [9 марта] 1645, Вязьма — 28 июля [7 августа] 1698, Тамбов) — епископ Русской православной церкви, епископ Тамбовский и Козловский.
Канонизирован Русской православной церковью в 1914 году в лике святителей. Память 28 июля/10 августа в Соборе Тамбовских святых, в воскресенье перед 28 июля в Соборе Смоленских святых).

## Биография
Родился 27 февраля 1645 (или 1644) года в городе Вязьме (ныне Смоленская область). Кем были его родители доподлинно неизвестно (одно из преданий связывает имена их с изображёнными на Тамбовской иконе Богоматери предстоящими — преподобномученицей Евдокией и преподобным Алексием Человеком Божиим).
С раннего детства Прокопий любил посещать храм и участвовал в церковном чтении и пении.
Одной из характерных особенностей детских лет Прокопия была его любовь к своему святому, преподобному Прокопию Декаполиту, в день памяти которого он родился. Эта любовь выражалась в частом молитвенном обращении к святому и в подражании его добродетелям. Без молитвенного обращения к Прокопию он никогда ничего не предпринимал.
Первоначальное образование Прокопий получил в местных школах. Кроме обычной грамоты он научился иконописанию и церковному пению. Позднее он написал копии почитавшихся в Вязьме смоленских чудотворных икон.
Решив всецело посвятить себя Богу, он поступил в Вяземский Иоанно-Предтеченский монастырь, основанный преподобным Герасимом Болдинским. Этот монастырь был известен строгостью своего устава. На 21 году жизни Прокопий был пострижен в монашество с именем Питирим.
Под руководством старцев-подвижников молодой инок усердно исполнял монашеские правила; постоянно совершенствуясь, он восходил от подвига к подвигу. Вскоре Питирим был рукоположён в сан иеродиакона, а затем иеромонаха.
Вскоре братия монастыря избрали его игуменом. Будучи настоятелем монастыря, он оправдал доверие братии, являясь для всех любвеобильным отцом и мудрым руководителем в их духовном совершенствовании. Причём сам всегда был образцом для всех в исполнении иноческих подвигов. Как наиболее достойный по высоте подвижнической жизни и по мудрому управлению монастырём, игумен Питирим 30 января 1677 года был возведён в сан архимандрита.
Высокие достоинства архимандрита Питирима привлекли внимание высшего духовного начальства. В это время для устроения и приведения в порядок открытой в 1682 году Тамбовской епархии требовался умный, деятельный и отличающийся благочестием и богоугодной жизнью епископ. Выбор Патриарха Иоакима пал на архимандрита Питирима, которого он знал и ценил.
15 февраля 1685 года архимандрит Питирим в Успенском соборе в Москве был хиротонисан Патриархом Иоакимом во епископа Тамбовского. Однако в Тамбов епископ Питирим отправился не сразу. Очевидно, на некоторое время он был оставлен при патриархе. Во время пребывания в Москве епископ Питирим изучил положение и нужды Тамбовской епархии и разработал план необходимых мероприятий для укрепления благочестия в своей пастве и распространения христианства среди иноверцев, составлявших большинство населения того края.
Тамбовская епархия была образована в 1682 году. Епархию населяли в основном язычники: мордва, черемисы, мещёра. На территории епархии проживало также много татар, ожесточённых противников христианства, а также старообрядцы. Среди населения было немало ссыльных из центральной России и беглых преступников. Русское население в основном состояло из казаков и тяглых крестьян, которые в это время начали осваивать тамбовскую землю. Церковная жизнь в епархии шла вяло. Существовавшие храмы были очень бедны и нуждались в самом необходимом. Даже кафедральный собор поражал своей бедностью. Монастырская жизнь в епархии также находилась в упадке. Монастырей было немного, и они были не благоустроены.
В начале 1686 года владыка Питирим выехал в Тамбов. По пути он заехал в Воронеж для духовной беседы со святителем Митрофаном Воронежским. Торжественная встреча в первом городе епархии — Козлове смутила смиренного святителя, поэтому в Тамбов он въехал 1 марта с сопровождавшими его несколькими монахами и келейником Василием ещё до восхода солнца, и лишь немногие благочестивые христиане встретили его в храме за ранним богослужением.
Для епископа Питирима в Тамбовской епархии открылось широкое поле деятельности. Ему первому пришлось заняться благоустройством новой епархии, так как предшественник епископ Леонтий его находился на Тамбовской епархии всего один год и не успел для неё ничего сделать.
Епископ Питирим особое внимание направил на религиозно-нравственное воспитание своей паствы. Основными мероприятиями для достижения этой цели было строительство, восстановление и благоустройство храмов, подготовка достойного священства, благоустройство монашеской жизни и строительство монастырей.
На месте ветхого деревянного храма в Тамбове епископ Питирим начал строить двухэтажный каменный кафедральный собор в честь Преображения Господня с приделом во имя святителя Николая. Епископ Питирим не только внимательно следил за постройкой храма, но даже сам участвовал в строительных работах. Тем не менее, строительство собора не было окончено при жизни епископа Питирима.
За время епископства Питирима число церквей в Тамбовском крае достигло 168-ми. Это количество храмов хотя и невелико было по сравнению с количеством церквей в других епархиях, но оно служило доказательством того, что христианство в крае стало преобладающим. Причём в связи с бедностью епархии средства на строительство церквей епископ Питирим приобретал только за счёт благотворителей и своих собственных.
Особую пастырскую заботу проявил святитель Питирим к монастырям. По его инициативе были построены и новые обители: женская Вознесенская в Тамбове (1690), игуменьей которой стала сестра святителя Питирима Екатерина, и мужская Трегуляевская (Тригуляевская) во имя Крестителя Господня Иоанна (1688) в семи верстах от Тамбова, в пустынном, окружённом лесами месте.
Заботясь о благолепном украшении храмов и монастырей, епископ Питирим старался, чтобы и населённые пункты имели вид христианских поселений. Так, сразу по прибытии в Тамбов на крепостных воротах и в городских слободах около караульных постов он установил распятия Христа Спасителя и иконы Божией Матери, которые привёз с собой. Ограждая город иконами, святитель вверял его покрову Господа и Божией Матери и возбуждал в жителях благочестие. Привезённая святителем Питиримом копия чудотворной Смоленской иконы Божией Матери, выполненная, возможно, им самим, была поставлена в Преображенском кафедральном соборе в Тамбове. Эта икона, а также привезённые святителем Казанская (также написанная, вероятно, им самим) и Ильинско-Черниговская, получившая затем название Тамбовской иконы, и икона святителя Николая прославилась чудотворениями. Девпетерувская (Питиримовская) икона Божией Матери была родительским благословением святителю, с ней он не расставался до конца жизни и завещал её перед кончиной кафедральному собору.
Большую воспитательную работу святитель проводил с различными народностями, населявшими Тамбовский край, обращая их в православие. Он учил во время своих поездок по епархии, у себя дома и особенно в храме, который считал главным источником благочестия. Епископ Питирим учил верных и неверных, заблуждающихся и сомневающихся, давал наставления и самому духовенству, нуждавшемуся в них.
Владыка всегда был доступен для обращавшихся к нему за советом и помощью. Неприхотливый в быту, свои средства он тратил на храмы, монастыри и нужды ближних. Заботясь о подготовке достойных пастырей, святитель устроил для них специальную школу, а при архиерейском доме — духовной литературы (в описи Московского Успенского собора значатся «две книги Дионисия Ареопагита, оболочены кожами, одна в красной, а другая в чёрной, по обрезу золочены», принадлежавшие святителю Питириму). Избегая удобств, святитель совершал поездки по епархии в простой повозке.
Епископ Питирим не пропускал ни одного богослужения. Любил и сам священнодействовать. Если не служил, то стоял на клиросе и пел, уча церковнослужителей правильному чтению и пению. С особенной любовью относился к ссыльным, для которых выстроил церковь во имя святого Иоанна Предтечи.
На 50-м году жизни епископ Питирим сильно заболел и, чувствуя физическую слабость, уже готовился к отшествию в вечность. В этот момент он обратился с пламенной молитвой к Богу, прося Его не здравия и продления жизни, к которой он никогда не имел привязанности, а об оставлении грехов и даровании вечной жизни в Царстве Небесном. Он с глубоким смирением обратился к своему постоянному молитвеннику преподобному Прокопию со следующими словами молитвы: «Пастырю и наставниче мой, преподобие отче Прокопие, помолимся Господу Богу о душе моей». И на этот умилительный призыв преподобный видимо предстал перед епископом Питиримом молящимся за него Господу со следующими словами: «Бессмертный Боже! Хвалу Тебе воздаю — Царь бо един всем, помилуй душу его и сподоби сего Царствия Небесного!» По молитве преподобного в облаке явился Спаситель, в левой руке державший Евангелие, а правою благословлявший с облака молившегося епископа. Об этом замечательном событии поведал хранитель тайн епископа Питирима, постоянно бывший при нём благочестивый старец Василий. После смерти преосвященного Питирима это явление было запечатлено на иконе, помещённой над его гробницей.
Это чудесное событие возвратило к жизни епископа Питирима, тяжёлая болезнь оставила его, и он ещё прожил около трёх лет.
В этот период он усиленно занялся строительством каменного кафедрального собора, но чувствуя, что дни его уже сочтены и окончить всего строительства он не сможет, приложил все усилия к окончанию строительства и отделки одного из приделов храма, который сам и освятил в честь святителя Николая. Новый собор святитель снабдил за свой счёт необходимой утварью, ризами (одна из риз святителя Питирима была передана позднее святителю Иннокентию Иркутскому. В этом соборе он завещал и похоронить себя.
Кончина епископа Питирима последовала 28 июля 1698 года, в день празднования особо чтимой им чудотворной иконы Божией Матери Смоленской.

## Почитание и канонизация

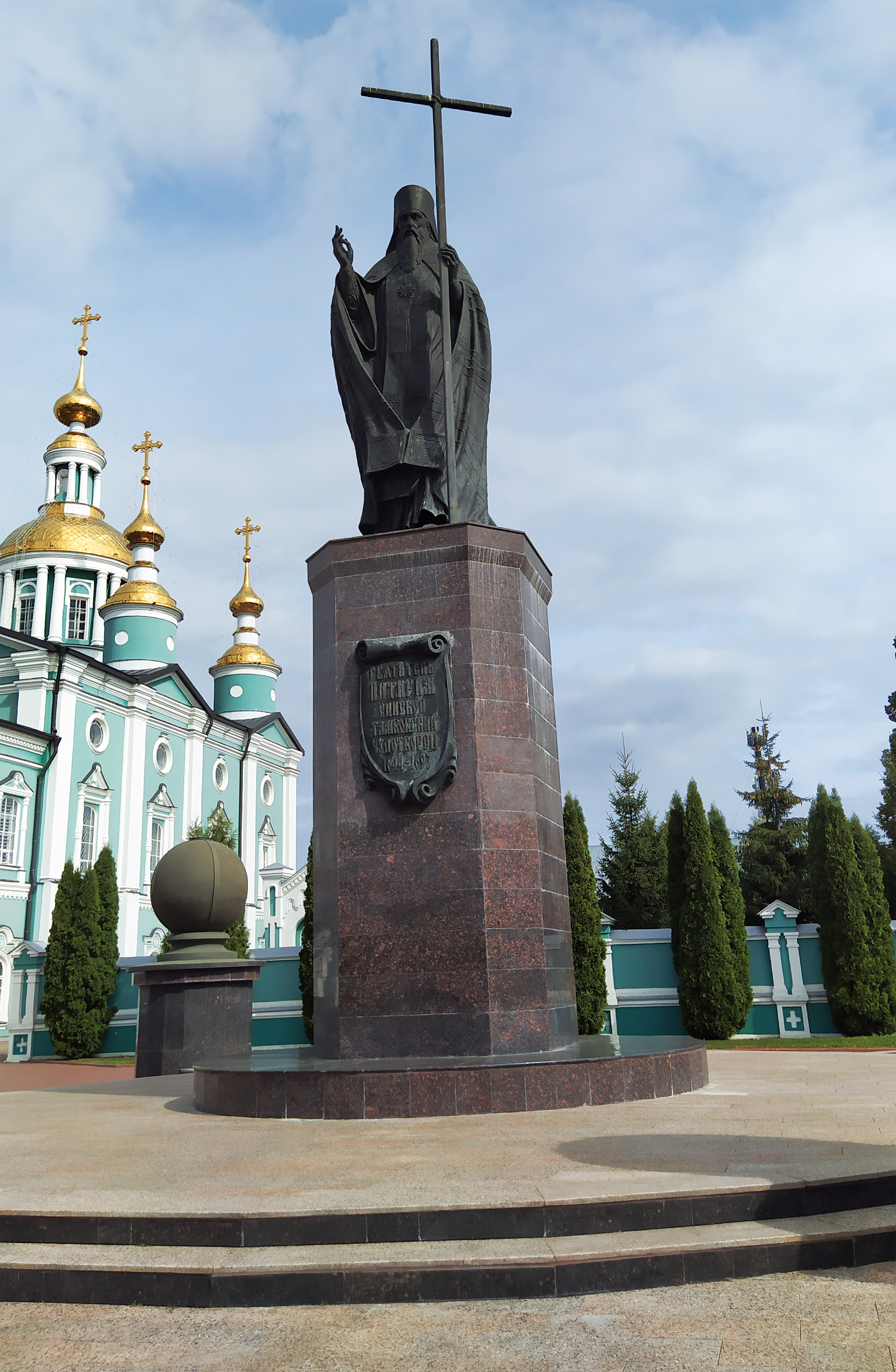
Памятник Питириму Тамбовскому в Тамбове

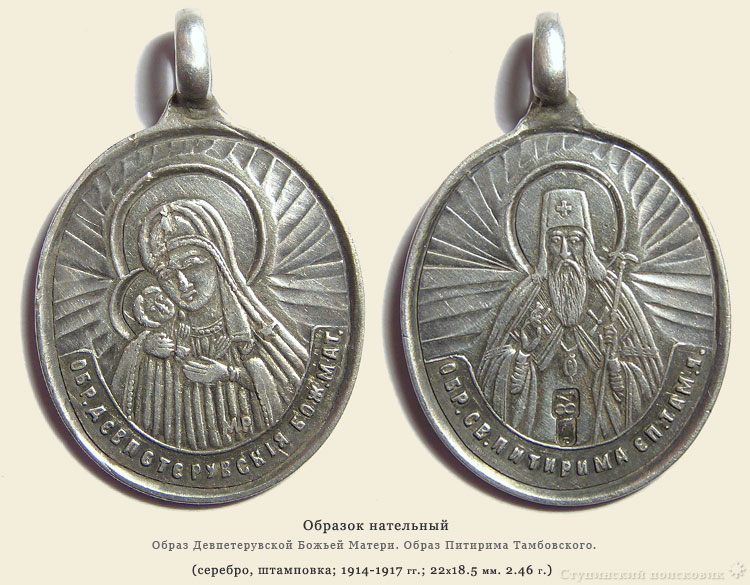
Образок овальной формы. Штамповка. Гравировка. Серебро. 1914—1917 годы. Оглавие в виде широкого овального ушка. Изображён образ Питирима епископа Тамбовского и образ Девпетерувской иконы Божией Матери (наиболее чтимые иконы Тамбовского кафедрального собора)

В начале XIX века в тамбовском кафедральном соборе была заведена книга, в которой отмечались чудесные исцеления от гробницы святителя. Было зарегистрировано 260 чудес. С просьбой к святителю Питириму об исцелении обращались не только православные, но и иноверцы. В ЭСБЕ (статья «Тамбов») отмечалось: «Епископа Питирима (1685—1698) местное население чтит как святого и поклоняется его гробнице (в нижнем этаже собора, им построенного)».
28 июля 1914 года по ходатайству архиепископа Тамбовского Кирилла (Смирнова) решением Святейшего синода епископ Питирим был причислен к лику святых.
При вскрытии мощей в 1919—1920 годы было объявлено, что они фальсифицированы. В 1922 году серебряная рака мощей была изъята советской властью под предлогом помощи голодающим Поволжья. Вместе с тем за сокрытие церковных ценностей были арестованы протоиерей Тихон Поспелов, епископ Зиновий, иерей Василий Кудряшов, староста храма Нил Васильевич Каменев, помощник старосты Виссонов. По версии следствия Василий Кудряшов помог извлечь утварь из хранилищ, Каменев — перенес с этажа на этаж, Виссонов — донес до усадьбы Поспелова. Мощи святителя Питирима, изъятые после революции, возвращены Церкви в 1988 году и теперь почивают в кафедральном соборе Тамбова.
15 ноября 1995 года в Мичуринске состоялись Первые духовно-образовательные Питиримовские чтения, ставшие ежегодными.
31 августа 2014 года на Соборной площади в Тамбове был открыт памятник епископу Питириму. Автор проекта — скульптор Александр Рукавишников. Событие приурочено к 100-летию со дня прославления святителя Питирима в лике святых.